# Francisco Giner de los Ríos
Francisco Giner de los Ríos (Ronda, 10 de outubro de 1839 – Madrid, 17 de fevereiro de 1915) foi um filósofo, pedagogo e ensaísta espanhol. Discípulo de Julián Sanz del Río e fundador e diretor da Institución Libre de Enseñanza ("Instituição Livre de Ensino").

## Biografia
Nasceu na cidade de Ronda no seio de uma família abastada, o qual lhe permitiu ter formação universitária. Estudou Filosofia em Barcelona e Granada, transladando-se a Madrid em 1863, onde entraria em contato e receberia a influência do professor Julián Sanz del Río, como se sabe introdutor na Espanha do ideário krausista (de Karl Christian Friedrich Krause, 1781–1832); as ideias e influência do Krausismo marcaram tanto o pensamento quanto a obra de Giner de los Ríos. Obteve a cátedra de Filosofia do Direito e de Direito Internacional da Universidade de Madrid. O seu caráter crítico, o seu modo de ensinar tornarão a Giner numa das figuras do Madrid universitário. Enfrentou-se abertamente com certas ordenanças atentatórias à liberdade de cátedra que foram adotadas pelo Ministro de Fomento, Marquês de Oróvio, em 1875.
Como consequência das suas opiniões contrárias às disposições do governo foi expulso da sua cátedra, com amigos e discípulos, boa parte dos quais compartirão os sonhos transformadores de Giner de los Ríos. A partir dos acontecimentos anteriores, põe em funcionamento uma iniciativas que influiu na educação espanhola.
Destacou-se como jurisconsulto e como pensador, mas será com a fundação da Institución Libre de Enseñanza que saia a reluzir o pedagogo que Giner levava dentro. Desde esse instante e até o final dos seus dias, dom Francisco Giner de los Ríos dedicar-se-á a pôr em prática as linhas pedagógicas que definem a Instituição: formação de homens úteis à sociedade, mas sobretudo homens capazes de conceber um ideal; coeducação e reconhecimento explícito da mulher em igualdade com o homem; racionalismo, liberdade de cátedra e de pesquisa, liberdade de textos e supressão dos exames memorísticos.
Em 1881 é restituído na sua cátedra. A Institución Libre de Enseñanza, sob comando de Giner, continuará o seu andamento como modelo de qualidade de ensinamento, não tardando em adquirir renome nacional e internacional. Fundações da ILE serão o Museu Pedagógico Nacional, as Colônias Escolares, a Junta para Ampliação de Estudos e Investigações Científicas, futuro gérmen do CSIC, a Residência de Estudantes, a Direção Geral de Primeiro Ensino, as Missões Pedagógicas...
Entre o elenco de personalidades, alunos e professores relacionados à ILE ou formados diretamente nela destacaram Manuel Azaña, Julián Besteiro, José Ortega y Gasset, Federico García Lorca, Salvador Dalí, Antonio Machado, Juan Ramón Jiménez, Luis Buñuel, Miguel de Unamuno, Fernando de los Ríos ou Pere Bosch Gimpera.
Foi o continuador do Krausismo no último terço do século XIX e os primeiros anos do XX.

## Influência
O propósito de Giner de los Ríos foi regenerar o país através das consciências, a revolução das consciências.
Após a guerra civil espanhola todo o que tinha a ver com Giner foi proibido pelo regime franquista, o que fez com que se perdesse grande parte da sua obra. Durante a ditadura o ensinamento passou a ser controlado pelo regime franquista, fazendo que a maioria dos seguidores de Giner desaparecessem. Porém, alguns colégios na Espanha estão retomando os princípios pedagógicos de Giner adaptados aos novos tempos.

## Obras
Segundo a ordem no compêndio das obras de Giner de los Ríos, estabelecem-se os seguintes tomos:
1. Principios de Derecho natural (1875).
2. La Universidad española.
3. Estudios de Literatura y Arte (1876).
4. Lecciones sumarias de Psicología (1874).
5. Estudios jurídicos y políticos (1875).
6. Estudios filosóficos y religiosos (1876).
7. Estudios sobre educación (1886).
8. La persona social. Estudios y fragmentos I (1899).
9. La persona social. Estudios y fragmentos II (1899).
10. Pedagogía universitaria (1905).
11. Filosofía y Sociología: Estudios de exposición y de crítica (1904).
12. Educación y enseñanza (1889).
13. Resumen de Filosofía del Derecho I (1898).
14. Resumen de Filosofía del Derecho II (1898).
15. Estudios sobre Artes industriales y cartas literarias.
16. Ensayos menores sobre educación y enseñanza I.
17. Ensayos menores sobre educación y enseñanza II.
18. Ensayos menores sobre educación y enseñanza III.
19. Informes del Comisario de Educación de los Estados Unidos.
20. Arqueología artística de la Península.
21. Notas à Enciclopedia jurídica de Ahrens, de Gumersindo de Azcárate e Francisco Giner.

## Leturas adicionais
- Abellán, José Luis. «Francisco Giner de los Ríos: su ideario filosófico y pedagógico», em Historia crítica del pensamiento español, tomo V, La crisis contemporánea. Madrid: Espasa-Calpe, 1989, pp. 156–165.
- Altamira, Rafael. Giner de los Ríos, Educador. Valencia: Prometeo, Sociedad Editorial, 1915.
- Botrel, Jean-François. «'Clarín' y Giner: El 'eterno discípulo' y el 'maestro', en 1892», em Ínsula: Revista de Letras y Ciencias Humanas 659 (Nov 2001), pp. 12-13.
- Ferrer Canales, José. «Hostos y Giner», em Asomante 21.4 (1965), pp. 7–28
- Jiménez-Landi, Antonio. «Don Francisco Giner de los Ríos y la Institución Libre de Enseñanza», em Revista Hispánica Moderna 25.1-2 (Jan-Apr 1959), pp. 1-52.
- Landa, Rubén. Sobre Don Francisco Giner. México: Cuadernos Americanos, 1966.
- Landa, Rubén. Giner visto por Galdós, Unamuno, A. Machado. J. Ramón Jiménez, Alfonso Reyes, etc.. México: Instituto Luis Vives/Colegio de México, 1969.
- Lipp, Solomon. Francisco Giner de los Ríos. A Spanish Socrates. Waterloo, Ontario: Wilfrid Laurier University Press, 1985.
- López-Morillas, Juan. «Las ideas literarias de Francisco Giner de los Ríos», em Revista de Occidente 12 (1966), pp. 32–57.
- López-Morillas, Juan. Hacia el 98, literatura, sociedad, ideología. Barcelona: Ediciones Ariel, 1972, pp. 183-221.
- Marco, José María, Francisco Giner de los Ríos. Pedagogía y poder. Barcelona: Península, 2002. ISBN 978-84-8307-474-9
- Menéndez Pelayo, Marcelino. Historia de los heterodoxos españoles. 3 vols. México: Editorial Porrúa, 1982–1983.
- Trend, J.B. The Origins of Modern Spain. New York: The Macmillan Company, 1934.
- Ward, Thomas. «Literatura y sociedad española en Larra, Giner y Alas», em La teoría literaria: el romanticismo, el krausismo y el modernismo ante la 'globalización' industrial. University, MS: Romance Monogrphs, Nº 61, 2004, pp. 15-52.